# باجا كاي نقطة منارة
باجا كاي منارة في يلوان، سيبو في الفلبين.

## الوصف
يبلغ ارتفاع برج المنارة  172 قدمًا ويقع في منطقة مرتفعة تطل على قناة ماكتان. بنيت على مبنى حكومي مرتفع تبلغ مساحته 5000 متر مربع. مع مستوى بؤري يبلغ 146 قدمًا ،  أُضيت مصابيح المنارة الوامضة  لأول مرة في 1 أبريل 1905.  وقد بني البرج بشكل كامل من الحجر وتم طلاءه باللون الأبيض. 
بني هذا المعلم بموجب أمر تنفيذي صادر في 28 يوليو 1903 من قبل ويليام هوارد تافت ، أول حاكم عام أمريكي للفلبين جاء إلى البلاد في عام 1900 كرئيس للجنة الفلبينية. 